# Кубок Литви з футболу 1998—1999
Кубок Литви з футболу 1998—1999 — 10-й розіграш кубкового футбольного турніру в Литві. Титул вдруге здобула Кареда (Шяуляй).

## Календар
| Раунд       | Дата                     | Матчі | Клуби   |
| ----------- | ------------------------ | ----- | ------- |
| 1/16 фіналу | 24 липня - 3 серпня 1998 | 16    | 32 → 16 |
| 1/8 фіналу  | 5 серпня/9 вересня 1998  | 16    | 16 → 8  |
| 1/4 фіналу  | 22/30 вересня 1998       | 8     | 8 → 4   |
| 1/2 фіналу  | 21/29 жовтня 1999        | 4     | 4 → 2   |
| Фінал       | 17 червня 1999           | 1     | 2 → 1   |

## 1/8 фіналу
| Команда 1                 | Заг. | Команда 2             | 1-й матч | 2-й матч |
| ------------------------- | ---- | --------------------- | -------- | -------- |
| 5 серпня/9 вересня 1998   |      |                       |          |          |
| Екранас                   | 0:3  | Каунас                | 0:0      | 0:3      |
| Інкарас-Атлетас           | 2:0  | Локомотивас (Вільнюс) | 2:0      | 0:0      |
| Жерутіс (Радвілішкіс) (3) | 0:3  | Банга                 | 0:2      | 0:1      |
| Таурас (2)                | 10:4 | Панеріс               | 2:1      | 8:3      |
| Андас-Жальгіріс-2         | 1:8  | Кареда (Шяуляй)       | 0:2      | 1:6      |
| Дайнава                   | 1:7  | Атлантас              | 1:2      | 0:5      |
| Невежис (Кедайняй)        | 5:3  | Кауно Єгеряй          | 3:1      | 2:2      |
| Гележініс вілкас (3)      | 1:5  | Жальгіріс (Вільнюс)   | 1:4      | 0:1      |

## 1/4 фіналу
| Команда 1          | Заг. | Команда 2           | 1-й матч | 2-й матч |
| ------------------ | ---- | ------------------- | -------- | -------- |
| 22/30 вересня 1998 |      |                     |          |          |
| Каунас             | 4:1  | Інкарас-Атлетас     | 3:0      | 1:1      |
| Таурас (2)         | 1:5  | Кареда (Шяуляй)     | 1:2      | 0:3      |
| Атлантас           | 5:1  | Невежис (Кедайняй)  | 2:0      | 3:1      |
| Банга              | 0:8  | Жальгіріс (Вільнюс) | 0:2      | 0:6      |

## 1/2 фіналу
| Команда 1         | Заг. | Команда 2           | 1-й матч | 2-й матч |
| ----------------- | ---- | ------------------- | -------- | -------- |
| 21/29 жовтня 1998 |      |                     |          |          |
| Атлантас          | 0:2  | Каунас              | 0:0      | 0:2      |
| Кареда (Шяуляй)   | 7:0  | Жальгіріс (Вільнюс) | 3:0      | 4:0      |

## Фінал
| 17 червня 1999 |

| Кареда (Шяуляй)             | 3:0 дч   | Каунас |
| --------------------------- | -------- | ------ |
| Поцюс 95', 115' Фоменко 98' | Протокол |        |

| Аукштайтія, Паневежис Глядачів: 1 200 Арбітр: Антанас Рубис |